# Emma Leonard
Emma Leonard (Brisbane, Queensland, 31 de mayo de 1984) es una actriz australiana, conocida por haber interpretado a Henrietta Brown en Home and Away.

## Carrera
En 2009 apareció como invitada en la serie Rescue Special Ops, donde interpretó a Lexie Wilson. El 6 de febrero de 2012, se unió al elenco recurrente de la exitosa y popular serie australiana Home and Away, donde interpretó a la nueva maestra de inglés Henrietta "Henri" Brown hasta el 2 de mayo del mismo año.

## Filmografía

### Series de televisión
| Año           | Serie                            | Personaje       | Notas                   |
| ------------- | -------------------------------- | --------------- | ----------------------- |
| 2015-presente | 800 Words                        | Tracey          | 24 episodios            |
| 2014          | Wonderland                       | Ashley          | episodio "Narcissism"   |
| 2012          | Home and Away                    | Henrietta Brown | 25 episodios            |
| 2009          | Rescue Special Ops               | Lexie Wilson    | episodio "Rick Stars"   |
| 2009          | My Place                         | Nerine          | episodio "1988: Lily"   |
| 2009          | Underbelly: A Tale of Two Cities | Joyce Allez     | episodio "Diamonds"     |
| 2008          | Review with Myles Barlow         | Ivy             | episodio # 1.3          |
| 2005          | All Saints                       | Ruth Geyer      | episodio "Satisfaction" |
| 2004-2006     | Wicked Science                   | Verity McGuire  | personaje principal     |

### Películas
| Año  | Título               | Personaje   | Notas                                                                           |
| ---- | -------------------- | ----------- | ------------------------------------------------------------------------------- |
| 2010 | Game On              | Kirsty      | corto - junto a Mitch Firth, Andrew Cutcliffe, Jimmy Seargeant y Phoebe Leonard |
| 2009 | The Other Woman      | Mujer Güera | corto - junto a Andrew Cutcliffe y Phoebe Leonard                               |
| 2011 | Dealing with Destiny | Destiny     | junto a Luke Arnold, Roger Sciberras, Clayton Moss y Steve Maresca              |
| 2010 | Twenty Ten           | Joven       | junto a Adam Cleland, Cameron Craig y Mitch Firth                               |
| 2010 | Vulnerable           | Lisa        | junto a Radek Jonak, Jackson Heywood, Kym Thorne y Kym Thorne                   |

### Directora y productora
| Año  | Título          | Notas                             |
| ---- | --------------- | --------------------------------- |
| 2010 | Game On         | corto - directora y co-productora |
| 2009 | The Other Woman | corto - directora y productora    |

### Teatro
| Año  | Obra                                                       | Personaje | Director (a) | Teatro                  | Notas                                              |
| ---- | ---------------------------------------------------------- | --------- | ------------ | ----------------------- | -------------------------------------------------- |
| 2008 | Angry Young Women in Low-Rise Jeans with High-Class Issues | -         | Byron Kaye   | Old Fitz. Hotel Theatre | junto a Megan Alston, Mitch Firth y Phoebe Leonard |